# Acanthocyclops parvulus
Acanthocyclops parvulus – gatunek widłonoga z rodziny Cyclopidae. Opisał go w 1988 roku amerykański biolog David L. Strayer.